# Cate Campbell
Cate Campbell (Blantyre, Malavi, 20. svibnja 1992.) je australska plivačica.